# 江崎利一
江崎 利一（えざき りいち、1882年〈明治15年〉12月23日 - 1980年〈昭和55年〉2月2日）は日本の実業家。江崎グリコの創業者。現・会長の江崎勝久と、その弟の江崎正道の祖父。

## 経歴
佐賀県神埼郡蓮池村（現・佐賀市蓮池町）に生まれた。父は清七、母はタツといって江崎が生まれる二年前から薬種業を始めていた。ときには近在近郷を一軒ずつめぐり歩き、医療の相談相手もつとめていた。暮らしは貧しかった。6人兄弟姉妹の長男(姉2人と弟と妹2人)だった江崎は家事の手伝いや弟妹の子守りに明けくれた。
1897年（明治30年）春、小学校高等科を卒業した。薬の商売のほかに朝食前の塩売りを始めた。1901年（明治34年）6月、父が死去。弟妹をかかえた6人の家族の全責任を19歳の江崎が一身に背負う立場になって、以前にもまして商売に励んだ。登記代書業を始めた。
佐賀の筑後川河口にある、戸ヶ里漁港で水揚げされた牡蠣（カキ）に含まれるグリコーゲンから「グリコーゲンの事業化」を思いつき、アメの中に牡蠣エキスからとったグリコーゲンを入れた試作品をつぎつぎと作るようになった。
1921年（大正10年）4月、38歳の江崎は一家をあげて大阪に移住した。
1942年（昭和17年）、大阪4区から翼賛政治体制協議会の推薦を受け、第21回衆議院議員総選挙に出馬したが落選。そのため、戦後公職追放となる。

## 家族・親族

### 江崎家
（佐賀県神埼郡蓮池村〈現・佐賀市蓮池町〉、兵庫県西宮市）
- 父・清七（薬種業[1]）

1901年（明治34年）6月、59歳で死去。江崎の生家は貧しくその貧しさの中で父・清七は次のように江崎をさとした。
- 母・タツ[1]

1918年（大正7年）10月没。
- 姉

タネ
タメ
- 弟・清六[1]
- 妹

タヨ
タミ
- 妻

イマ（旧姓：中溝）
1906年（明治39年）3月、父の親友だった岸川豊次の媒酌で、隣村の諸富に住む中溝イマと結婚した。見合いでもなければ恋愛でもなかった。結婚式の当日二人は初めて顔を合わせた。イマは1919年（大正8年）に病没した。
エキ（旧姓：秋山）
エキとの再婚は、先妻と同じく岸川豊次の媒酌で結ばれた。エキは巨勢村出身で、叔父に海軍少将の秋山虎六がいた。
- 長男・誠一[7]

「グリコーゲンの事業化」が江崎の頭にこびりつくようになったころ、10歳になったばかりの長男・誠一がチフスにかかり、医師もサジを投げるほどの衰弱であった。このとき、江崎は医師の許可をえて子供の生命をかけた牡蠣エキスの試飲を誠一に行なった。この試飲を境に、誠一の病状は快方に向かい、食欲も出て、体力も回復してきた。このことがあってから「グリコーゲンの事業化」は、しだいに江崎の頭の全領域を占めるようになった。

## 栄典
外国勲章佩用允許
- 1942年（昭和17年）12月28日 - 満州国：勲五位景雲章[12]

## 参照
- 大阪企業家ミュージアム